# Адамово (Бурятия)
Ада́мово — село в Баргузинском районе Бурятии. Административный центр сельского поселения «Адамовское».

## География
Расположено на правом берегу реки Баргузин, при впадении в неё речки Адамовки, в 28 км к юго-западу от районного центра, села Баргузин, и в 23 км к северо-востоку от пгт Усть-Баргузин, по южной стороне региональной автодороги Р438 «Баргузинский тракт».

## Население
| 2002 | 2010 |
| ---- | ---- |
| 229  | ↘185 |

## Инфраструктура
Администрация сельского поселения, основная общеобразовательная школа, Дом культуры, библиотека, фельдшерско-акушерский пункт.

## Экономика
Рыболовство, заготовка и переработка древесины.

## Люди, связанные с селом
- Жигжитов, Михаил Ильич — советский писатель, учительствовал с супругой в местной 4-классной школе в 1930-х годах.